# Nadine Keßler
Nadine Keßler, indicata anche con la grafia Nadine Kessler (Landstuhl, 4 aprile 1988), è un'ex calciatrice tedesca, di ruolo centrocampista offensivo, ritenuta una leader in campo e delle calciatrici europee più forti della propria era.
In carriera ha giocato quasi costantemente in Frauen-Bundesliga, conseguendo numerosi trofei nazionali e internazionali di club con il Turbine Potsdam e VfL Wolfsburg, nonché con la maglia della nazionale tedesca

## Biografia
Nadine Keßler nasce a Landstuhl, nell'allora Germania Ovest, nel 1988, ma cresce con la famiglia nella vicina Weselberg dove iniziò i propri studi frequentando il locale asilo infantile e la scuola primaria. Ottenuto il diploma nel 2007, decide di iscriversi al Sickingen-Gymnasium di Landstuhl dove iniziò la formazione di base nel Bundeswehr, l'esercito tedesco, ed essere in seguito inserita nella loro sezione sportiva di Warendorf, dove ottenne il grado di Hauptgefreiter (caporale). Nel frattempo frequenta un corso di economia con indirizzo sportivo completandolo con successo nel 2012. Da allora lavora in un'agenzia di grafica pubblicitaria.

## Carriera
Ha giocato dal 2005 al 2009 nel 1.FC Saarbrücken, dove ha segnato 37 gol in 52 partite giocate e con cui ha vinto la 2. Frauen-Bundesliga per due volte. Nel 2009 si è trasferita nel Turbine Potsdam, dove è rimasta per due anni, continuando a dimostrare il suo ottimo fiuto per il gol, segnando 19 gol in 34 partite. Nei due anni a Potsdam ha vinto due volte la Frauen-Bundesliga e una volta la UEFA Champions League. Nel 2011 si è trasferita nel Wolfsburg, con la quale ha vinto due edizioni della UEFA Women's Champions League (2012-2013 e 2013-2014) e altre due Frauen-Bundesliga.
Con la Nazionale tedesca ha vinto il campionato europeo 2013.
Nel 2014 si è aggiudicata sia il titolo di miglior giocatrice in Europa che quello di miglior giocatrice del mondo.
Il 14 aprile 2016, a soli 28 anni, ha annunciato il suo ritiro dal calcio giocato a causa di una serie di infortuni al ginocchio che le impedivano di giocare da più di un anno.

## Palmarès

### Club

#### Competizioni nazionali
- Campionato tedesco di seconda divisione: 2

Saarbrücken: 2006-2007, 2008-2009
- Campionato tedesco: 4

Turbine Potsdam: 2009-2010, 2010-2011
Wolfsburg: 2012-2013, 2013-2014
- Coppa di Germania: 2

Wolfsburg: 2012-2013, 2014-2015
- DFB-Hallenpokal: 1

Turbine Potsdam: 2010

#### Competizioni internazionali
- UEFA Women's Champions League: 3

Turbine Potsdam: 2009-2010
VfLWolfsburg: 2012-2013, 2013-2014

### Nazionale
- Campionato europeo femminile di calcio: 1

Svezia 2013
- Campionato europeo femminile Under 19 di calcio: 2

Svizzera 2006, Islanda 2007
- Algarve Cup: 1

2014
- U-17-Nordic-Cup: 1

Germania: 2005

### Individuali
- Fritz-Walter-Medaille

 Argento 2006
- UEFA Best Player in Europe: 1

2013-2014
- FIFA World Player: 1

2014
- Miglior costruttrice di gioco dell'anno IFFHS: 1

2014